# Кірс
Кірс (рос. Кирс) — місто, центр Верхньокамського району Кіровської області, Росія. Адміністративний центр Кірсинського міського поселення.

## Населення
Населення становить 9589 осіб (2017; 9639 у 2016, 9756 у 2015, 9930 у 2014, 10080 у 2013, 10263 у 2012, 10420 у 2010, 11026 у 2009, 11786 у 2002, 14200 у 1989, 14387 у 1979, 14169 у 1970, 10859 у 1959).

## Історія
Місто було засноване 1729 року при будівництві чавуноплавильного заводу купцем Григорієм В'яземським. 1862 року була проведена реконструкція заводу, почалась виплавка торгового заліза. 1963 року Кірс став районним центром, але невдовзі увійшов до складу Омутнінського району, 1965 року йому надали статус міста.

## Видатні особи
У цьому місті народився і похований Герой Радянського Союзу Широнін Петро Миколайович.